# Cheadle (Wielki Manchester)
Cheadle – miejscowość w Anglii, w hrabstwie ceremonialnym Wielki Manchester, w dystrykcie metropolitalnym Stockport. Leży 9 km na południe od centrum miasta Manchester. Miejscowość liczy 14 261 mieszkańców.